# Lernahovit
Lernahovit (en arménien Լեռնահովիտ ) est une communauté rurale du marz de Lorri en Arménie. En 2008, elle compte 1 444 habitants.